# 千田夏光
千田 夏光（せんだ かこう、なつみつ、1924年8月28日 - 2000年12月22日 本名：千田 貞晴）は、日本の作家。
太平洋戦争関連の著作が多く、中でも日本の慰安婦に関する多数の著作がある。

## 経歴
関東州（現：中華人民共和国）の大連市に生まれる。大連一中を卒業後に東京の日本大学に進学し、在学中の1944年に学徒動員され、配属先の鹿児島県で終戦を迎える。大学に戻ったが1947 年に 中退する。
1950年に臨時雇いの記者として毎日新聞の社会部で働く。1957年からフリー作家となる。

## 生い立ち
曽祖父は貴族院議員の千田貞暁、広島の名家で軍人を多く輩出した。
述懐によると千田の父親は、南満鉄の社員として大連に渡り、一家 はその収入で裕福な暮らしを送った。中国人の家政婦と料理人がおり、三人の姉妹はピアノを習っていたという。父親は後に、不動産業を経営従事しさらに裕福な暮らしをする様になった、ピアノはドイツ製になったと記している。
家には日本軍軍人の関係者が出入りし、幼少期の千田は満洲事変～日中戦争に関わる話を聞いたという。大連の中学を卒業すると東京の日本大学に進学するが学徒動員され、鹿児島県で終戦を迎えたため、幸いに千田自身はソ連の侵攻による混乱を経験しなかった。大連に残った家族は終戦から３年後に「辛酸をなめ乞食同然の姿」で帰国したとあり、天国から地獄に突き落とされた経験をしている。

## 著作『従軍慰安婦』
1964年、毎日新聞発行の写真集『日本の戦歴』を編集時に「不思議な女性の写真を発見し」「この女性の正体を追っているうち初めて慰安婦なる存在を知った」としており、1973年に『従軍慰安婦』という題名で慰安婦についての著作を出版。
1985年に同書の解説を書いた秦郁彦は「著者の千田夏光は1924年生まれ、戦場経験は、新聞記者時代にふとしたきっかけで、このテーマと取り組むようになった。全体像をつかむにはまだ不満が残るが、他に類書がないという意味で貴重な調査報告といえよう。」と当時は評価した。
『従軍慰安婦 正編』の中には原善四郎（関東軍参謀）に面会し、「連行した慰安婦は八千人」との証言を引き出したとの記述がある。しかし、原の軍歴に間違いがあったため『正論』や『諸君!』で面会した事実に疑問が呈された。
1973年に千田夏光が発表した著書『従軍慰安婦』（“声なき女”八万人の告発）のp.106には、挺身隊の名の下５～７万人が慰安婦にされたとしている。
この根拠を調べた在日朝鮮人運動史研究者の金英達（キム・ヨンダル）は、1970年8月14日付けソウル新聞の記事を千田夏光が誤読して典拠したとしている。（「日本の慰安婦問題#20万人説」参照）
1991年、朝日新聞では「従軍慰安婦」について、「女子挺身隊の名で戦場に連行された」と報道している。高崎宗司は、「挺身隊という名のもとに彼女ら（慰安婦）は集められた」と書いた千田の著書を依拠しているとしている。（「女子挺身隊#朝鮮での「挺身隊」と「慰安婦」の混同」参照）

### 関東軍特種演習での慰安婦徴集証言について
関東軍特種演習（関特演）において慰安婦が強制的に集められたと、千田は原善四郎元少佐の証言を紹介した。千田は、
と書いた。また、それ以降のページで原への対面インタビューが掲載されており、著者である千田の「70万人の兵隊に2万人の慰安婦が必要とはじき出した根拠というか基準は何だったのですか」という質問に対して、原が
と語ったと記載している。

#### 秦郁彦著『慰安婦と戦場の性』での記述
秦郁彦によれば、当時関東軍参謀部第三課兵站班に勤務していた村上貞夫曹長（当時）が「記憶では3000人ぐらいだった」と証言し、手記も残しているという。秦は「総督府の紹介で売春業者のボスに話をつけた村上曹長は、関特演の中止で展開部隊の越冬準備が始まった秋に、続々と楼主に連れられ到着した朝鮮人慰安婦たちを新京の駅頭に迎え、配置表を割り振った。」としており、また「これら慰安婦たちを国境地帯の駅で目撃した憲兵たちの中に、関特演を機に満州でも軍専用の慰安所が誕生したと記憶する人が少なくない。」として木原政雄憲兵（虎頭憲兵分遣隊）や師団経理部の海原治主計将校（後の防衛庁官房長）、森分義臣憲兵等の話を掲載し、国境地帯に慰安所が増え、大都市にも造られていた事を書いている。これらの満州における慰安所の実情の資料的根拠として黒田徳次の『郭亮史』、憲友会の機関誌『憲友』1992年春季号、同80号、満州憲兵の連絡誌である『栄光』に掲載された有馬正徳、磯田利一、稲田登等13人の論稿をあげている。この『慰安婦と戦場の性』が発刊した直後の1999年9月号『論座』で秦は千田夏光と対談し、千田は島田の著作では「一万人」とされているが、原元参謀を探し当てて確かめたところ、「いや八千人」だった述べた事を話し、「その数字を本で書いたら、原参謀の補助者で慰安婦集めの実務をやったという人から「じつは三千人しか集められなかった」と手紙が届いた。」と話している。これに対して秦も「「三千」という数字は他の証言と合わせて検討してみると妥当なところだろうと私も思います。」と答えている
吉見義明著『従軍慰安婦』での記述
吉見義明は「いまのところ、このことを示す原資料は発見されていないが、もし事実であれば、短期間の徴収であるため、総督府の職員が徴収に深く関わったはずである。」と書いている。

#### 疑義と反論

##### 加藤正夫による調査
この原証言に関する記載について1993年に現代史研究家の加藤正夫が調査したところによれば、関特演の予算担当者だった加登川幸太郎少佐や、関東軍参謀の今岡豊中佐らは、関特演での慰安婦動員は聞いた事がないと証言した。他にも 関特演時の関東軍の兵站担当参謀は多忙で自分から集めに行く時間がない。関特演の際の大量の兵士や軍馬の動員は極秘に準備されたもので、慰安婦集めのような目立つことをするわけがない。関特演は二カ月の作戦予定であったので、慰安婦は必要としない。千田は日債銀(旧朝鮮銀行、現あおぞら銀行)に、総督府の「慰安婦」徴発資料があると主張しているが資料などない。当時の満州では朝鮮人経営の遊廓が、多数営業していたため、改めて「慰安婦」を「調達」する必要はない。などの指摘をしており、加藤が千田夏光本人に矛盾点を問い詰めたところ、千田は原証言は実際に行ったインタビューではなく、千田自身がすべて創作したことを認めた。加藤が千田夏光本人に電話で問い合わせたところ、千田は「島田俊彦武蔵大学教授の著書『関東軍』（中公新書 1965年）の176ページに“慰安婦二万人動員計画”が書かれており、それが私の説の根拠だ」と答えている。

##### 西岡力による疑義
西岡力は当時の満州には慰安所ではなく、民間の朝鮮人売春婦宿は多数営業していたとしている
また、千田の著作では原善四郎元少佐の肩書きは関東軍司令部第三課と書かれているが、加藤の調査によれば原元少佐は関特演当時の所属は関東軍第一課であった。他にも第四課には所属したことはあったが、第三課に所属した事実は確認できなかったとし、その島田の著作も出典はなく、根拠を示していないものだったとしている。

### 麻生徹男軍医に関する記載と謝罪
産婦人科医の天児都は、千田が『従軍慰安婦』において、天児の父で軍医の麻生徹男が論文『花柳病の積極的予防法』に「半島人の内、花柳病の疑いある者は極めて少数なりし」と記述したことが慰安婦の朝鮮人女性の比率を高めることにつながったとしている点について、1996年4月に天児に「朝鮮人女性の比率が高くなったのは麻生論文のためではないということで、ご指摘の通り論文を発表されたのが年のかわってからであったことも明確です。私の記述が誤解をまねき、ご迷惑をかけているとすれば罪は私にあります」と謝罪したとしている。
なお、その後も出版元の三一書房と講談社はその部分を改訂しなかった。
天児郁の元には、麻生を慰安婦考案者と誤解し、「民族のうらみをはらす」「謝れ」などと娘も含めて罪人扱いする者が大勢訪れたとされる。

### 評価
産婦人科医の天児都は、2001年に出版された論文で、千田の『従軍慰安婦』について、「昭和48（'73）年出版の＜正篇＞には63ヶ所＜続篇＞には23ヶ所問題のある記述があり…論文での考察に当たる部分に事実の裏づけがなく矛盾が多くみられ…最近の作家たちが事実を検証せずにマゴ引きをして誤りを拡大してしまいました」と述べている。
早稲田大学日本語教育研究センター准教授の木下直子は博士論文で、『天皇の軍隊と朝鮮人慰安婦』について、「執筆にあたっては聞き取り調査や一次資料の発掘は行っておらず,単行本や雑誌記事などの資料を元に構成したテクストとなっている.…自民族の女性の貞操を汚されたという憤怒に貫かれた…小説調の文体は…読者の日本軍への憎悪を掻き立てる巧妙さを備えている．」と分析している。

## 著作
- 驚異の戦闘機・ゼロ戦（盛光社、1967年）
- 日本の航空機（毎日新聞社 ヤング・エリート選書、1969年）
- 占いの科学（毎日新聞社、1969年）
- どん行列車の旅 気ままにたずねる心のふるさと（サンケイ新聞出版局、1973年）
- 従軍慰安婦 “声なき女”八万人の告発（双葉社、1973年）
  - 従軍慰安婦 正編（三一書房 三一新書、1978年）
  - 従軍慰安婦（講談社文庫、1984年、ISBN 406183374X）
- 続・従軍慰安婦 償われざる女八万人の慟哭（双葉社、1974年）
  - 従軍慰安婦 続篇（三一書房 三一新書、1978年）
- 蒸発妻 一ケ月数万人が消える衝撃の記録（双葉社、1974年）
- 民芸旅行（日本交通公社出版事業局、1974年）
- 従軍看護婦 痛哭のドキュメント白衣の天使（双葉社、1975年）
- 禁じられた戦記 ニューギニア、ガ島、ルソン・飢餓地帯（汐文社 シリーズ戦争と人間〈2〉、1975年）
- 未婚の母 加賀まりこから子連れホステスまで新しい性モラルの虚像と現実（双葉社、1975年）
- 従軍慰安婦悲史 戦史の空白部分を抉る（エルム社、1976年）
- 皇太子よどこへゆく あなたは¨明仁天皇¨を必要とするか（エルム社、1976年）
- 皇后の股肱―民草としての決算書（晩聲社 ルポルタージュ叢書〈4〉、1977年）
- 俘虜になった大本営参謀 三五年目のガダルカナル島（毎日新聞社、1977年）
- あの戦争は終わったか 体験伝承の視点（汐文社、1978年）
- 性的非行 女子中・高生の非行を追って（汐文社 同時代叢書、1978年）
- 暴力非行 学園・家庭内暴力―非行少年を追って（汐文社 同時代叢書、1979年）
- 死者の告発（双葉社、1979年）
- 皇軍“阿片”謀略（汐文社 同時代叢書、1980年）
- 終焉の姉妹 上・下（新日本出版社、1980年）
  - 終焉の姉妹 上・下（講談社文庫、1986年）
- 死肉兵の告白（汐文社 同時代叢書、1980年）
- 植民地少年ノート（日中出版、1980年）
- 精薄児の書いたラブレター（汐文社 同時代叢書、1980年）
- オンナたちの慟哭 戦争と女性哀話（汐文社 同時代叢書、1981年）
- 踏まれ草（汐文社 同時代叢書、1981年）
- 従軍慰安婦・慶子 中国、ガ島、ビルマ…死線をさまよった女の証言（光文社 カッパノベルス ノンフィクション・シリーズ、1981年）
  - 従軍慰安婦・慶子 死線をさまよった女の証言（恒友出版、1995年）
  - 従軍慰安婦・慶子 死線をさまよった女の証言（クラブハウス、2005年）
- くれない染めし草の色（汐文社 同時代叢書、1982年）
- 砂のつぶやき（新日本出版社、1982年）
- 母と娘の刻印（講談社、1982年）
- ハンカチ売りの非行少女（汐文社 同時代叢書、1982年）
- 天皇と勅語と昭和史（汐文社 同時代叢書、1983年）
- 女子大生花子（汐文社 同時代叢書、1983年）
- 思い出の塔（汐文社、1983年）
- 色のない花（汐文社 同時代叢書、1984年）
- 筆の涙 被爆者横山雪さんの手紙（汐文社 同時代叢書、1984年）
- 死と死 あの戦争をめぐって（汐文社、1984年）
- 涙痕 オンナたちの戦争（汐文社 同時代叢書、1985年）
- 女子高生は菫色（全国学校図書館協議会、1986年）
- 銃殺（汐文社 同時代叢書、1986年）
- 麻美子先生（汐文社 同時代叢書、1986年）
- 沈黙の風（汐文社 同時代叢書、1987年）
- 黙示の海（汐文社 同時代叢書、1988年）
- 三歳からの便所掃除（汐文社、1988年）
- 向四軒片隣（あゆみ出版、1988年）
- 理由ある反抗 高校中退者の苦笑い（汐文社、1989年）
- なぜ?が言える子を育てる（汐文社、1989年）
- 新天皇の足音（汐文社 同時代叢書、1989年）
- ドキュメント明仁天皇 新天皇はどう育てられたか（講談社文庫、1989年）
- 錠光如来 今なおピカの火を守る男（汐文社、1990年）
- 奥丹後の「日の丸」（あゆみ出版、1990年）
- 三年子をつくるべからず（汐文社、1990年）
- 教師のための天皇制入門（汐文社、1991年）
- 甕の中の兵隊（新日本出版社、1992年）
- 高校生徹底質問!!従軍慰安婦とは何か（汐文社、1992年）
- 従軍慰安婦と天皇（かもがわ出版 かもがわブックレット、1992年）
- 従軍慰安婦 その支配と差別の構図（馬原鉄男との対談、部落問題研究所、1992年）
- 中学生の心と大人の眼（あゆみ出版、1992年）
- 幼児虐待（汐文社、1992年）
- ニコニコ売春（汐文社、1994年）
- 「聖戦」の名のもとに（労働旬報社、1995年）
- 戦争で涙した女たちのどうしても語りたかった話（汐文社、1995年）
- 素顔の反戦地主 沖縄の心をともに生きる（池原秀明・相原宏と共著、蕗薹書房、1996年）
- 教え子がどうしても語りたかった先生の話（汐文社、1996年）
- 「女・子供」の目（寿岳章子と共著、ふきのとう書房、1997年）
- 将来「問題児」にならない3歳からの子育て（汐文社、1997年）
- 小中学生の子育て再点検（汐文社、1997年）
- 銀行になんか負けないぞ!! 零細業者 宮田和子奮闘記（汐文社、1998年）

## 原作
- 禁じられた戦史（脚色・劇画：青柳裕介、劇画：いけうち誠一、ほるぷ出版 ほるぷ平和漫画シリーズ、1983年）
  - 戦争とコミック 禁じられた戦史（講談社KCデラックス、2012年）